# Samsung Galaxy Beam i8530
Samsung Galaxy Beam i8530 (còn được gọi là Galaxy Beam) là điện thoại thông minh sản xuất bởi Samsung. Tính năng chính của nó là được tích hợp máy chiếu DLP nHD lên đến 50 inch (1.300 mm) với kích thước 15 lumens.
Vào tháng 2 năm 2012 i8530 Galaxy Beam được giới thiệu tại Mobile World Congress ở Barcelona. Bản cập nhật phiên bản mới của Android 4.1 Jelly Bean đã được lên kết hoạch.

## Liên kết
- Thông số kỹ thuật đầy đủ: http://www.gsmarena.com/samsung_i8530_galaxy_beam-4566.php
- Trang chủ chính thức (Galaxy Beam) http://www.samsung.com/global/microsite/galaxybeam